# 2018. márciusi hóvihar Magyarországon
A 2018. márciusi hóvihar során egy dél felől érkező mediterrán ciklon nedves légtömege és az északkelet felől, a Kelet-európai-síkvidék térségéből beáramló hideg levegő találkozott Közép-Európa felett. A hidegbetörés hatására 2018. március 17-én, szombaton az Észak-Magyarország területén fekvő településeken a hőmérséklet már nem emelkedett +7 °C fölé, sőt Borsod-Abaúj-Zemplén és Szabolcs-Szatmár-Bereg megyében már délelőtt sem érte el a +5 °C-ot a hőmérséklet nappali csúcsértéke.  A déltől fokozatosan süllyedő hőmérséklet miatt a csapadék halmazállapota az ország északi megyéiben szilárd halmazállapotban hullott le, amely a megerősödött északi, északkeleti szél hatására hótorlaszok kialakulásához, hófúváshoz vezetett. A hóvihar következtében több út járhatatlanná vált az ország északkeleti megyéiben.

## Időjárási háttér
Magyarországon a téli időszakban dél felől érkező mediterrán ciklonok rendszerint jelentős csapadékképződéssel járnak. A téli félév során gyakoriak a Szibéria felől, vagy a kelet-európai térség nyitott, hegységektől mentes mivolta miatt, az Északi-sark térsége felől érkező erőteljes lehűléssel járó hidegbetörések. Komolyabb problémát szokott okozni az az időjárási helyzet, amikor déli irányból nagy nedvességtartalmú légtömegek érkeznek a Földközi-tenger térségében kialakult mediterrán ciklonok által, amely, ha térségünk felett találkozik az észak-északkelet felől betörő hideg légáramlatokkal, akkor kiadós hóesést okoz. 
Ez történt 2013-ban is, amikor az ország jelentős részén kiadós havazás és az erős szél miatt hófúvás okozott komoly gondokat.

### Az időjárási esemény lefolyása
Szombat reggel még csak a Dunántúl déli részét érintette az esőzés, amely dél felől érte el a hajnali órákra hazánk területét. Szombat délelőtt a csapadékzóna továbbhaladt észak felé és a Dél-Alföldet, a Dél-Dunántúlt, majd a Balaton térségét is elérte. Szombat délre már esőzés vette kezdetét a Dunántúl teljes területén és a Duna-Tisza közén, valamint Pest megye jelentős részén és a Dél-Alföldi régió teljes területén. A Hajdúság területén, Szabolcs-Szatmár-Bereg megyében, Borsod-Abaúj-Zemplén megyében, valamint Heves megye keleti részén szombat délben a hőmérsékleti értékek 0 és + 4 °C közt alakultak. Délután a csapadékzóna már az ország egész területén éreztette hatását. Északkeleten több helyen havazás kezdődött változó intenzitással. Délután 4 órára a hőmérséklet a keleti országrészben túlnyomórészt 3 fok alá süllyedt. A csapadék halmazállapota a keleti megyékben kora estétől szilárd halmazállapotúra váltott. Az erős széllökések többfelé emeltek hótorlaszokat.

## Hidrológiai áttekintés
Az Országos Meteorológiai Szolgálat beszámolója szerint a 2017/2018-as tél jóval enyhébb és egyúttal jóval csapadékosabb volt a megszokottnál. Két téli hónap során az átlagos havi csapadékmennyiségnél több hullott le, amelynek következtében Magyarországon a talajok vízzel való telítettsége jelentős volt már február végére, március elejére. A télen várható átlagos csapadékmennyiségnél 22 százalékkal több, összesen átlag 135 mm hullott le a 2017/2018-as tél során. A december 1901 óta a 21. legcsapadékosabb december volt, 40 százalékkal több havi csapadékkal, mint a szokásos mennyiség, míg a januári átlag 24,1 mm volt, ami kevesebb, mint a januári átlagos csapadékmennyiség. Februárban átlag 45 mm hullott le, ami 37 százalékkal több a szokásos csapadékmennyiségnél. A február végi erős lehűlést követő jelentős felmelegedés következtében a korábban felhalmozódott hóréteg az ország területén hirtelen olvadásnak indult, amely miatt egyes folyókon (például a Zagyván és a Tarna-patakon) árvízvédelmi készültséget kellett elrendelni. A Borsod megyében található folyók a hidegbetörés előtt még alul maradtak az első fokú árvízvédelmi készültség bevezetését megkövetelő vízszinteknek. 
Példának okáért 2018. március 17-én reggel 7:00-kor a Gibártnál levő vízmércén a Hernádon 196 cm-t mértek, a Bodrogon Sárospataknál 459 cm-t mértek, a Sajón Sajószentpéternél 201 cm-t mértek.
Első fokú árvízvédelmi készültség 2018. március 17-én 10:00-kor egyedül a Sió simontornyai szakaszán volt elrendelve, ahol a vízmérce 541 cm-t mutatott.

## Figyelmeztetések
A Magyar Közút figyelmeztetést adott ki március 16-án a várható időjárás miatti hófúvások, a havazás miatt jelentősen leromló útviszonyok miatt.
Az Országos Meteorológiai Szolgálat első, illetve másod- és harmadfokú figyelmeztetést adott ki a várható időjárási események miatt. Hófúvás, havazás, viharos szél, eső és ónos eső miatt is riasztást rendeltek el az ország különböző megyéire. A legsúlyosabb helyzet az előrejelzések alapján Északkelet-Magyarországon várható.

## Közlekedés
A havazás több helyen jelentős mértékben lelassította a közúti forgalmat, helyenként torlódások alakultak ki. A csúszós útviszonyok miatt az ország több pontján közlekedési balesetek történtek, főleg az úttest elhagyása, azaz a kicsúszás, kisodródás vált gyakorivá, valamint a járművek elakadása a hóban.
Járhatatlanná vált az Újharangod és Gesztely, a Gesztely és Tiszalúc, a Gelej és Mezőnagymihály, az Újharangod és Taktaharkány, valamint a Köröm és Tiszalúc közötti alsóbbrendű út.
A vasúti közlekedésben is fennakadásokat okozott a havazás és az erős, olykor viharos erejű szél. A keleti országrészben több helyen felsővezeték-szakadás, illetve egyéb meghibásodások miatt számos vonalon alakult ki késés.

## Elektromos hálózat
Hajdú-Bihar megyében 19 000, Jász-Nagykun-Szolnok megyében 15 000 háztartásban, illetve Békés megyében több településen okozott áramszünetet a hóvihar. Az ónos eső, a vezetékekre rakódott hó, a kidőlt fák és az erős szél miatt több helyen leszakadtak a légvezetékek, illetve oszlopok törtek ketté.